# Harrogate (district)
Harrogate is een Engels district en borough in het shire-graafschap (non-metropolitan county OF county) North Yorkshire en telt 161.000 inwoners. De oppervlakte bedraagt 1308 km². Hoofdplaats is Harrogate.
Van de bevolking is 17,4% ouder dan 65 jaar. De werkloosheid bedraagt 1,8% van de beroepsbevolking (cijfers volkstelling 2001).

## Plaatsen in district Harrogate
- Harrogate (hoofdplaats)
- Pateley Bridge
- Wilsill

## Civil parishesin district Harrogate
Aldfield, Allerton Mauleverer with Hopperton, Arkendale, Asenby, Askwith, Azerley, Baldersby, 
Beckwithshaw, Bewerley, Bilton-in-Ainsty with Bickerton, Birstwith, Bishop Monkton, Bishop Thornton, Blubberhouses, Boroughbridge, Brearton, Bridge Hewick, Burton Leonard, Burton-on-Yore, Castley, Cattal, Clint cum Hamlets, Colsterdale, Coneythorpe and Clareton, Copgrove, Copt Hewick, Cundall with Leckby, Dacre, Darley and Menwith, Denton, Dishforth, Dunsforths, Eavestone, Ellenthorpe, Ellingstring, Ellington High and Low, Farnham, Farnley, Fearby, Felliscliffe, Ferrensby, Fewston, Flaxby, Follifoot, Fountains Earth, Givendale, Goldsborough, Grantley, Great Ouseburn, Great Ribston with Walshford, Great Timble, Green Hammerton, Grewelthorpe, Hampsthwaite, Hartwith cum Winsley, Haverah Park, Healey, High and Low Bishopside, Humberton, Hunsingore, Hutton Conyers, Ilton-cum-Pott, Kearby with Netherby, Killinghall, Kirby Hall, Kirby Hill, Kirk Deighton, Kirk Hammerton, Kirkby Malzeard, Kirkby Overblow, Knaresborough, Langthorpe, Laverton, Leathley, Lindley, Lindrick with Studley Royal and Fountains, Little Ouseburn, Little Ribston, Little Timble, Littlethorpe, Long Marston, Markenfield Hall, Markington with Wallerthwaite, Marton cum Grafton, Marton-le-Moor, Masham, Melmerby, Middleton, Middleton Quernhow, Milby, Moor Monkton, Nesfield with Langbar, Newall with Clifton, Newby with Mulwith, Nidd, North Deighton, North Rigton, North Stainley with Sleningford, Norton Conyers, Norton-le-Clay, Norwood, Nun Monkton, Plompton, Rainton with Newby, Ripley, Ripon, Roecliffe, Sawley, Scotton, Scriven, Sharow, Sicklinghall, Skelding, Skelton-on-Ure, South Stainley with Cayton, Spofforth with Stockeld, Stainburn, Staveley, Stonebeck Down, Stonebeck Up, Studley Roger, Swinton with Warthermarske, Thornthwaite with Padside, Thornton Bridge, Thornville, Thorpe Underwoods, Thruscross, Tockwith, Walkingham Hill with Occaney, Warsill, Wath, Weeton, Weston, Westwick, Whixley, Wighill, Wilstrop, Winksley.